# Рухотинське лісництво
Рухотинське лісництво - структурний підрозділ Хотинського лісового господарства Чернівецького обласного управління лісового та мисливського господарства
Контора знаходиться в селі Блищадь Хотинського району Чернівецької області, на відстані 50 км. від районного центру.
Територія лісництва розділена на 3 майстерських дільниці та 14 обходів

#### Керівництво
Лісничий- Бранашко Євген Григорович
Бухгалтер-Бранашко Сніжана Володимирівна

###### Сюди входить
Рухотинський ліс

## Об'єкти природно-заповідного фонду
Орнітологічний заказник "Чапля" (8,3 га)

## Галерея
File:Колектив Рухотинського лісництва.jpg